# Partecipanti al Münsterland Giro 2023
Elenco dei partecipanti al Münsterland Giro 2023.
Il Münsterland Giro 2023 è stato la diciassettesima edizione della corsa. Alla competizione presero parte 22 squadre: 8 con licenza UCI World Tour 2023, 7 UCI ProTeam, 6 UCI Continental Team e 1 selezione nazionale.
Partenza con 150 ciclisti accreditati.

## Corridori per squadra
Nota: R ritirato, NP non partito, FT fuori tempo, SQ squalificato
| Jumbo-Visma              | Jumbo-Visma              | Jumbo-Visma              | Bora-Hansgrohe             | Bora-Hansgrohe             | Bora-Hansgrohe             | Alpecin-Deceuninck     | Alpecin-Deceuninck     | Alpecin-Deceuninck     |
| ------------------------ | ------------------------ | ------------------------ | -------------------------- | -------------------------- | -------------------------- | ---------------------- | ---------------------- | ---------------------- |
| N°                       | Ciclista                 | Clas.                    | N°                         | Ciclista                   | Clas.                      | N°                     | Ciclista               | Clas.                  |
| 1                        | Olav Kooij               | 50°                      | 11                         | Jordi Meeus                | 20°                        | 21                     | Jasper Philipsen       | 39°                    |
| 2                        | Edoardo Affini           | 8°                       | 12                         | Patrick Gamper             | 53°                        | 22                     | Edward Planckaert      | 9°                     |
| 3                        | Christophe Laporte       | 5°                       | 13                         | Jonas Koch                 | 10°                        | 23                     | Ayco Bastiaens         | R                      |
| 4                        | Jesse Kramer             | 29°                      | 14                         | Luis-Joe Lührs             | 35°                        | 24                     | Kaden Groves           | 2°                     |
| 5                        | Per Strand Hagenes       | 1°                       | 15                         | Ryan Mullen                | 49°                        | 25                     | Simon Dehairs          | R                      |
| 6                        | Tim van Dijke            | 31°                      | 16                         | Nils Politt                | 52°                        | 26                     | Oscar Riesebeek        | 38°                    |
| 7                        | Jos van Emden            | 41°                      | 17                         | Danny van Poppel           | 6°                         | 27                     | Ramon Sinkeldam        | R                      |
| Intermarché-Circus-Wanty | Intermarché-Circus-Wanty | Intermarché-Circus-Wanty | Lidl-Trek                  | Lidl-Trek                  | Lidl-Trek                  | Soudal Quick-Step      | Soudal Quick-Step      | Soudal Quick-Step      |
| N°                       | Ciclista                 | Clas.                    | N°                         | Ciclista                   | Clas.                      | N°                     | Ciclista               | Clas.                  |
| 31                       | Gerben Thijssen          | 11°                      | 41                         | Mads Pedersen              | 3°                         | 51                     | Tim Merlier            | R                      |
| 32                       | Tim Rex                  | R                        | 42                         | Jon Aberasturi             | R                          | 52                     | Josef Černý            | R                      |
| 33                       | Julius Johansen          | 22°                      | 43                         | Nils Aebersold             | R                          | 53                     | Lars Craps             | R                      |
| 34                       | Tom Paquot               | R                        | 44                         | Alex Kirsch                | 18°                        | 54                     | Jannik Steimle         | R                      |
| 35                       | Baptiste Planckaert      | R                        | 46                         | Martin Pedersen            | R                          | 55                     | Rémi Cavagna           | R                      |
| 36                       | Roel Sintmaartensdijk    | R                        | 47                         | Tim Torn Teutenberg        | 13°                        | 56                     | Bert Van Lerberghe     | R                      |
|                          |                          |                          |                            |                            |                            | 57                     | Stan Van Tricht        | R                      |
| Team DSM-Firmenich       | Team DSM-Firmenich       | Team DSM-Firmenich       | Team Jayco AlUla           | Team Jayco AlUla           | Team Jayco AlUla           | Corratec Selle Italia  | Corratec Selle Italia  | Corratec Selle Italia  |
| N°                       | Ciclista                 | Clas.                    | N°                         | Ciclista                   | Clas.                      | N°                     | Ciclista               | Clas.                  |
| 61                       | John Degenkolb           | 27°                      | 71                         | Campbell Stewart           | R                          | 91                     | Antonio Barać          | R                      |
| 62                       | Pavel Bittner            | 47°                      | 72                         | Luke Durbridge             | 48°                        | 92                     | Stefano Gandin         | R                      |
| 63                       | Alexander Edmondson      | 37°                      | 73                         | Hamish McKenzie            | R                          | 93                     | Simone Olivero         | R                      |
| 64                       | Nils Eekhoff             | 4°                       | 74                         | Luka Mezgec                | 16°                        | 94                     | Jan Stöckli            | R                      |
| 65                       | Alberto Dainese          | 17°                      | 75                         | Zdeněk Štybar              | R                          | 95                     | Kyrylo Carenko         | 32°                    |
| 66                       | Niklas Märkl             | 43°                      | 76                         | Blake Quick                | R                          | 96                     | Etienne van Empel      | 23°                    |
| 67                       | Casper van Uden          | 36°                      | 77                         | Elmar Reinders             | 42°                        |                        |                        |                        |
| Lotto Dstny              | Lotto Dstny              | Lotto Dstny              | Q36.5 Pro Cycling Team     | Q36.5 Pro Cycling Team     | Q36.5 Pro Cycling Team     | Team Flanders-Baloise  | Team Flanders-Baloise  | Team Flanders-Baloise  |
| N°                       | Ciclista                 | Clas.                    | N°                         | Ciclista                   | Clas.                      | N°                     | Ciclista               | Clas.                  |
| 101                      | Caleb Ewan               | R                        | 111                        | Matteo Moschetti           | R                          | 121                    | Aaron Van Poucke       | R                      |
| 102                      | Jarrad Drizners          | R                        | 112                        | Jack Bauer                 | R                          | 122                    | Alex Colman            | R                      |
| 103                      | Joshua Giddings          | R                        | 113                        | Tobias Ludvigsson          | R                          | 123                    | Lindsay De Vylder      | 46°                    |
| 104                      | Michael Schwarzmann      | 55°                      | 114                        | Cyrus Monk                 | 25°                        | 124                    | Tuur Dens              | R                      |
| 105                      | Rüdiger Selig            | R                        | 115                        | Manuel Oioli               | R                          | 125                    | Vince Gerits           | R                      |
| 106                      | Milan Menten             | 19°                      | 116                        | Tom Devriendt              | R                          | 126                    | Jules Hesters          | R                      |
| 107                      | Liam Slock               | 54°                      | 117                        | Joey Rosskopf              | R                          | 127                    | Noah Vandenbranden     | R                      |
| Team Novo Nordisk        | Team Novo Nordisk        | Team Novo Nordisk        | Tudor Pro Cycling Team     | Tudor Pro Cycling Team     | Tudor Pro Cycling Team     | Uno-X Pro Cycling Team | Uno-X Pro Cycling Team | Uno-X Pro Cycling Team |
| N°                       | Ciclista                 | Clas.                    | N°                         | Ciclista                   | Clas.                      | N°                     | Ciclista               | Clas.                  |
| 131                      | Lucas Dauge              | R                        | 141                        | Miká Heming                | 44°                        | 151                    | Alexander Kristoff     | 12°                    |
| 132                      | Jan Dunnewind            | R                        | 142                        | Arthur Kluckers            | R                          | 152                    | Tord Gudmestad         | R                      |
| 133                      | Joonas Henttala          | R                        | 143                        | Aivaras Mikutis            | R                          | 153                    | Louis Bendixen         | R                      |
| 134                      | Matyáš Kopecký           | 15°                      | 144                        | Rick Pluimers              | 14°                        | 154                    | Erlend Blikra          | R                      |
| 135                      | Andrea Peron             | R                        | 145                        | Arnaud Tendon              | 51°                        | 155                    | Marcus Sander Hansen   | R                      |
| 136                      | Umberto Poli             | R                        | 147                        | Nils Brun                  | 40°                        | 156                    | Niklas Larsen          | R                      |
| 137                      | Filippo Ridolfo          | 34°                      |                            |                            |                            | 157                    | Søren Wærenskjold      | 7°                     |
| Maloja Pushbikers        | Maloja Pushbikers        | Maloja Pushbikers        | P&S Benotti                | P&S Benotti                | P&S Benotti                | Rad-Net Oßwald         | Rad-Net Oßwald         | Rad-Net Oßwald         |
| N°                       | Ciclista                 | Clas.                    | N°                         | Ciclista                   | Clas.                      | N°                     | Ciclista               | Clas.                  |
| 161                      | Roy Eefting              | R                        | 171                        | Max Briese                 | R                          | 181                    | Tobias Buck-Gramcko    | R                      |
| 162                      | Filippo Fortin           | R                        | 172                        | Albert Gathemann           | R                          | 182                    | Moritz Czasa           | R                      |
| 163                      | Paul Rudys               | R                        | 173                        | Jarno Grixa                | R                          | 183                    | Vincent John           | R                      |
| 164                      | Wolfgang Brandl          | R                        | 174                        | Tobias Nolde               | R                          | 184                    | Moritz Kretschy        | 57°                    |
| 165                      | Patrick Reißig           | R                        | 175                        | Jannis Peter               | R                          | 185                    | Tobias Müller          | R                      |
| 166                      | Fabian Steininger        | R                        | 176                        | Dominik Röber              | R                          | 186                    | Jan Rinklef            | R                      |
| 167                      | Philipp Weber            | R                        | 177                        | Luke Wilk                  | R                          | 187                    | Jasper Schröder        | R                      |
| Santic–Wibatech          | Santic–Wibatech          | Santic–Wibatech          | Saris Rouvy Sauerland Team | Saris Rouvy Sauerland Team | Saris Rouvy Sauerland Team | Team Lotto Kern-Haus   | Team Lotto Kern-Haus   | Team Lotto Kern-Haus   |
| N°                       | Ciclista                 | Clas.                    | N°                         | Ciclista                   | Clas.                      | N°                     | Ciclista               | Clas.                  |
| 191                      | Laurin Gabelica          | R                        | 201                        | Henri Appelbaum            | R                          | 211                    | Jakob Gessner          | 56°                    |
| 192                      | Jonas Messerschmidt      | R                        | 202                        | Dominik Bauer              | R                          | 212                    | Ben Felix Jochum       | R                      |
| 193                      | Piotr Pekala             | 26°                      | 203                        | Julian Borresch            | 45°                        | 213                    | Joshua Huppertz        | 33°                    |
| 194                      | Bartłomiej Proć          | R                        | 204                        | Jonathan Rottmann          | R                          | 214                    | Leslie Lührs           | R                      |
| 195                      | Nils Puschmann           | R                        | 205                        | Jan Temmen                 | R                          | 215                    | Mathieu Kockelmann     | R                      |
| 196                      | Leon Rohde               | R                        | 206                        | Lennart Voege              | R                          | 216                    | Daniel Schrag          | R                      |
| 197                      | Szymon Tracz             | 28°                      | 207                        | Yago Aguirre               | R                          | 217                    | Pierre-Pascal Keup     | 24°                    |
| Selezione tedesca        |                          |                          |                            |                            |                            |                        |                        |                        |
| N°                       | Ciclista                 | Clas.                    |                            |                            |                            |                        |                        |                        |
| 221                      | Max Walscheid            | 21°                      |                            |                            |                            |                        |                        |                        |
| 222                      | Rick Zabel               | 30°                      |                            |                            |                            |                        |                        |                        |
| 223                      | Miguel Heidemann         | R                        |                            |                            |                            |                        |                        |                        |
| 224                      | Vinzent Dorn             | R                        |                            |                            |                            |                        |                        |                        |
| 225                      | Juri Hollmann            | R                        |                            |                            |                            |                        |                        |                        |
| 226                      | Jon Knolle               | R                        |                            |                            |                            |                        |                        |                        |
| 227                      | Lukas Meiler             | R                        |                            |                            |                            |                        |                        |                        |